# Liste des plus grandes entreprises chinoises
La liste ci-dessous répertorie les 20 plus grandes entreprises chinoises par chiffre d'affaires de 2015 selon le Forbes Global 2000. Les chiffres ont été publiés en 2015 et sont indiqués en milliards de dollars américains.

## Classement 2015
| Rang | Entreprise                               | Chiffre d'affaires (en milliards de $) | Profit (en milliards de $) | Siège social | Secteur            |
| ---- | ---------------------------------------- | -------------------------------------- | -------------------------- | ------------ | ------------------ |
| 1    | Sinopec                                  | 427,6                                  | 7,7                        | Pékin        | Pétrole            |
| 2    | PetroChina                               | 333,4                                  | 17,4                       | Pékin        | Pétrole            |
| 3    | Industrial and Commercial Bank of China  | 166,8                                  | 44,8                       | Pékin        | Banque             |
| 4    | China Construction Bank                  | 130,5                                  | 37                         | Pékin        | Banque             |
| 5    | Agricultural Bank of China               | 129,2                                  | 29,1                       | Pékin        | Banque             |
| 6    | China State Construction Engineering     | 120,3                                  | 3,9                        | Pékin        | Construction       |
| 7    | Bank of China                            | 120,3                                  | 27,5                       | Pékin        | Banque             |
| 8    | China Mobile                             | 104,1                                  | 17,7                       | Hong Kong    | Télécommunications |
| 9    | Shanghai Automotive Industry Corporation | 99,5                                   | 4,4                        | Shanghai     | Automobile         |
| 10   | China Railway Group                      | 96,8                                   | 1,7                        | Pékin        | Construction       |
| 11   | China Railway Construction               | 94,1                                   | 1,8                        | Pékin        | Construction       |
| 12   | Ping An Insurance Group                  | 75,3                                   | 6,4                        | Shenzhen     | Assurance          |
| 13   | China Life Insurance                     | 71,4                                   | 5,2                        | Pékin        | Assurance          |
| 14   | China Communications Construction        | 58,5                                   | 2,3                        | Pékin        | Construction       |
| 15   | People's Insurance Company of China      | 55,7                                   | 2,1                        | Pékin        | Assurance          |
| 16   | Bank of Communications                   | 53,6                                   | 10,7                       | Shanghai     | Banque             |
| 17   | China Telecom                            | 52,7                                   | 2,9                        | Pékin        | Télécommunications |
| 18   | China Unicom                             | 46,2                                   | 2                          | Hong Kong    | Télécommunications |
| 19   | China Merchants Bank                     | 45,5                                   | 9,1                        | Shenzhen     | Banque             |
| 20   | CNOOC                                    | 44,6                                   | 9,8                        | Hong Kong    | Energie            |